# 卵萼变豆菜
卵萼变豆菜（学名：Sanicula giraldii var. ovicalycina）为伞形科变豆菜属的变种。分布于中国大陆的四川、陕西等地，生长于海拔1,300米至1,550米的地区，多生在山坡草地或荫湿林下，目前尚未由人工引种栽培。